# 9 (film 2009)
9 (tytuł oryg. 9 lub Nine) – angielski film animowano-przygodowy z 2009. Światowa premiera filmu odbyła się 9 września 2009 roku, a polska 18 września 2009 (w wersji z napisami). Film został stworzony w oparciu o jego krótkometrażową wersję o tym samym tytule.

## Fabuła
Kiedy 9 (głos Elijaha Wooda) ostatni odzyskuje przytomność, odkrywa, że znajduje się w postapokaliptycznym świecie, gdzie wszyscy ludzie zginęli. Przypadkiem odkrywa małą społeczność podobnych do siebie, ukrywających się przed przerażającą maszyną, która przemierza ziemskie obszary z zamiarem wytępienia ich. 9 przekonuje innych, że ukrywanie się nie jest dobrym wyjściem. Muszą przejść do ofensywy jeśli chcą przeżyć oraz odkryć, dlaczego maszyna chce ich zniszczyć. Przyszłość cywilizacji może zależeć od nich.

## Obsada
- Elijah Wood jako 9 (głos)
- Fred Tatasciore jako 8 (głos)
- Jennifer Connelly jako 7 (głos)
- Crispin Glover jako 6 (głos)
- John C. Reilly jako 5 (głos)
- Martin Landau jako 2 (głos)
- Christopher Plummer jako 1 (głos)

i inni.

## Dodatkowe informacje
Utwór Welcome Home wykonawcy Coheed and Cambria pojawił się w zwiastunie filmu.